# 폭력지대
"폭력지대"는 한국에서 제작된 김묵 감독의 1965년 영화이다. 장동휘 등이 주연으로 출연하였고 백완 등이 제작에 참여하였다.

## 출연

### 주연
- 장동휘
- 김혜정
- 황해

## 기타
- 조명: 함완섭
- 미술: 박석인